# Hildburghausen
Hildburghausen är en stad i det tyska förbundslandet Thüringen och centralort i distriktet (Landkreis) med samma namn.
Hildburghausen blev stad 1325, och tillhörde från 1300-talet huset Wettin, från 1683 huvudstad i hertigdömet Sachsen-Hildburghausen, som 1826 förenades med Sachsen-Meiningen.
Bland äldre byggnader märks rådhuset, ombyggt 1572 men ytterligare ombyggt på 1600-talet, det forna residensslottet, bollhuset (teater) från början av 1700-talet, arvprinspalatset ("Altes Technikum") från slutet av 1700-talet, samt Apostelkirche och Christuskirche.